# Reverse engineering
Reverse engineering (engelsk for omvendt konstruktion) er en proces, hvor man undersøger et produkt for at finde ud af, hvordan det fungerer og er sat sammen. Produktet vil ofte være en elektronisk eller mekanisk komponent eller et computerprogram.
Eksempelvis kan en bilfabrikant adskille en bil og analysere dens komponenter, eller en antivirusproducent kan studere maskinkoden til en computervirus for at finde ud af, hvordan den fungerer, så den kan blive bekæmpet. 
Selve processen reverse engineering handler kun om selve analysen og vidensindsamlingen.:15 Men man kan efterfølgende udnytte den viden, man opnår, til at bygge eksakte eller delvist ændrede kopier. Dette kan enten foregå lovligt, som hvis en virksomhed har mistet de oprindelige tegninger til et apparat, de selv har bygget, eller ulovligt, som hvis et firma uden tilladelse benytter viden fra en reverse engineering af en konkurrents produkter til at fremstille kopiprodukter. 
Der er gennem tiderne blevet foretaget mange tilfælde af reverse engineering med efterfølgende delvis kopiering, eksempelvis i Sovjetunionen, hvor Boeings B-29 Superfortress blev kopieret til Tupolev TU 4,[kilde mangler] i Japan med fotografiapparater,[kilde mangler] i Korea med automobiler,[kilde mangler] og i Kina med ure[kilde mangler].